# Сражение при Клишове
Сражение при Клишове — сражение между шведской армией Карла XII и саксонско-польской армией Августа Сильного и Адама Генриха фон Штайнау (Штейнау), произошедшее в ходе Северной войны 8 (19) июля 1702 года (9 июля по шведскому календарю) у польской деревни Клишов (пол. Kliszów), располагающейся в 80 км к северо-востоку от Кракова. Шведская армия одержала победу, но разгромить противника (главным образом благодаря действиям генерал-лейтенанта Шуленбурга, распоряжавшегося центром) не смогла.

## Предыстория
Летом 1702 года польско-саксонский король Август II Сильный формировал в районе Кракова армию, состоявшую из находившихся в Польше саксонских войск фельдмаршала Штейнау, отдельного корпуса генерал-лейтенанта Шуленбурга, а также польского войска под командованием коронного гетмана Любомирского. В общей сложности она, по оценке российского историка В. А. Артамонова, состояла из 22—24 тысяч человек (около 16 тысяч саксонцев в 18 батальонах и 70 эскадронах и около 8 тысяч поляков). По данным П. А. Кротова, численность саксонско-польской армии составляла 7,5 тысяч саксонской пехоты, 9 тысяч саксонской и 6 тысяч польской кавалерии при 46 орудиях. Б. Н. Григорьев сообщает, что армия насчитывала 28 тысяч человек (из них 10 тысяч — польские кавалеристы) с 46 саксонскими орудиями. 
Намереваясь ликвидировать эту угрозу, шведский король Карл XII приказал генерал-майорам Карлу Густаву Мёрнеру и Магнусу Стенбоку двинуться маршем из района Вильны к Кракову и соединиться с главными силами шведской армии, которые под командованием короля двинулись от Варшавы на юг.
Шведские армии соединились 7 июля несколько южнее города Кельце и теперь насчитывали в общей сложности в 18 батальонах и 47 эскадронах около 12—13 тысяч (8 тысяч пехоты, 4 тысячи кавалерии) человек с всего лишь 4 орудиями (все были 3-фунтового калибра). Шведский король принял решение немедленно атаковать противника, лагерь которого располагался на возвышенности возле Клишова. Поскольку лагерь был защищён болотистой местностью и лесом, саксонцы не ожидали нападения.
Все справедливые указания на то, что с такой артиллерией, как у шведов под Клишовым, вступать в бой было нельзя, (4 шведских орудия против 46 саксонских) король парировал одной фразой о том, что «скоро мы получим артиллерию противника, и тогда у нас её будет больше, чем нужно».

## Сражение
В 9 часов утра 8 июля шведы 4 колоннами двинулись на союзников через густой лес. В полдень шведское войско неожиданно для саксонцев вышло из леса, прикрывавшего его подход. Саксонская армия спешно построилась в боевой порядок на возвышенности, в 2 ряда, поставив поляков на правом фланге. Общее командование войском осуществляли Август II и Штейнау, кавалерией командовал Флемминг, пехотой — Шуленбург.
Выйдя из леса, Карл XII обнаружил, что атаковать возможно лишь правый фланг противника, где стояли поляки, так как центр и левый фланг были прикрыты заболоченной местностью, к тому же саксонцы на возвышенности имели превосходную позицию для артиллерийского обстрела. Под артиллерийским огнём саксонцев шведский король двинул своё войско влево, послав вперёд первую линию левого фланга, поддержанную пехотой фон Ливена и Стенбока. Поляки отразили две атаки. В ходе одной из них у шведов был смертельно ранен Фридрих Голштинский. В третью атаку шведов повёл Карл XII, самостоятельно возглавивший командование левым флангом. Поляки не выдержали и побежали.
Тем временем в центре шведам под командованием генерал-майора Кнута Поссе также удалось перебраться через болото и с большим трудом повторной атакой прорвать ряды вражеской пехоты.
Одновременно с этим ожесточённое сражение развернулось на правом фланге шведов, где командовал Реншильд, заменивший короля. Штейнау попытался пройти между болотами и атаковать правый фланг шведов, ударив им в спину, однако Реншильд сумел организовать оборону и только с большим усилием вынудил противника отступить.
Вслед за этим шведы контратаковали саксонскую кавалерию Флемминга. После жаркого боя она была обращена в бегство. Этим исход сражения был предрешён. К 18:00 вражеский лагерь был занят шведами.

## Потери

### Саксонско-польская армия
Сражение, длившееся около пяти часов, согласно официальным данным шведов, стоило противнику 2000 человек убитыми и ранеными (по др. данным 2000 одними только убитыми), а также 1000 (или чуть больше — 1100) (по др. данным 700 или 2000) взятыми в плен (без учёта женщин и прислуги, находившихся в саксонском лагере), были взяты обоз и артиллерия.

### Шведская армия
Шведский урон составил до 1100 убитыми и ранеными (300 человек убито и от 500—600 до 800 ранено). Саксонцами был взят в плен один ротмистр, которому в бою обрубили уздечку, после чего неуправляемая лошадь привела его к противникам. Победителям досталась вся саксонская артиллерия и полевая касса.

## Последствия
Результатом Клишовской победы было торжественное без боя вступление «северного льва» в древнюю столицу Польши Краков, в котором Август Сильный не стал обороняться и скрылся за пределами «Священной Римской империи» - в Саксонии.
Гарнизон Кракова не осмелился сделать ни единого выстрела, и солдат плетьми и палками погнали к цитадели, куда вместе с ними вошёл и сам король. Только один канонир хотел было выпалить из пушки, но к нему подскочил Карл, схватил его за глотку и отнял фитиль из рук. 

## Галерея

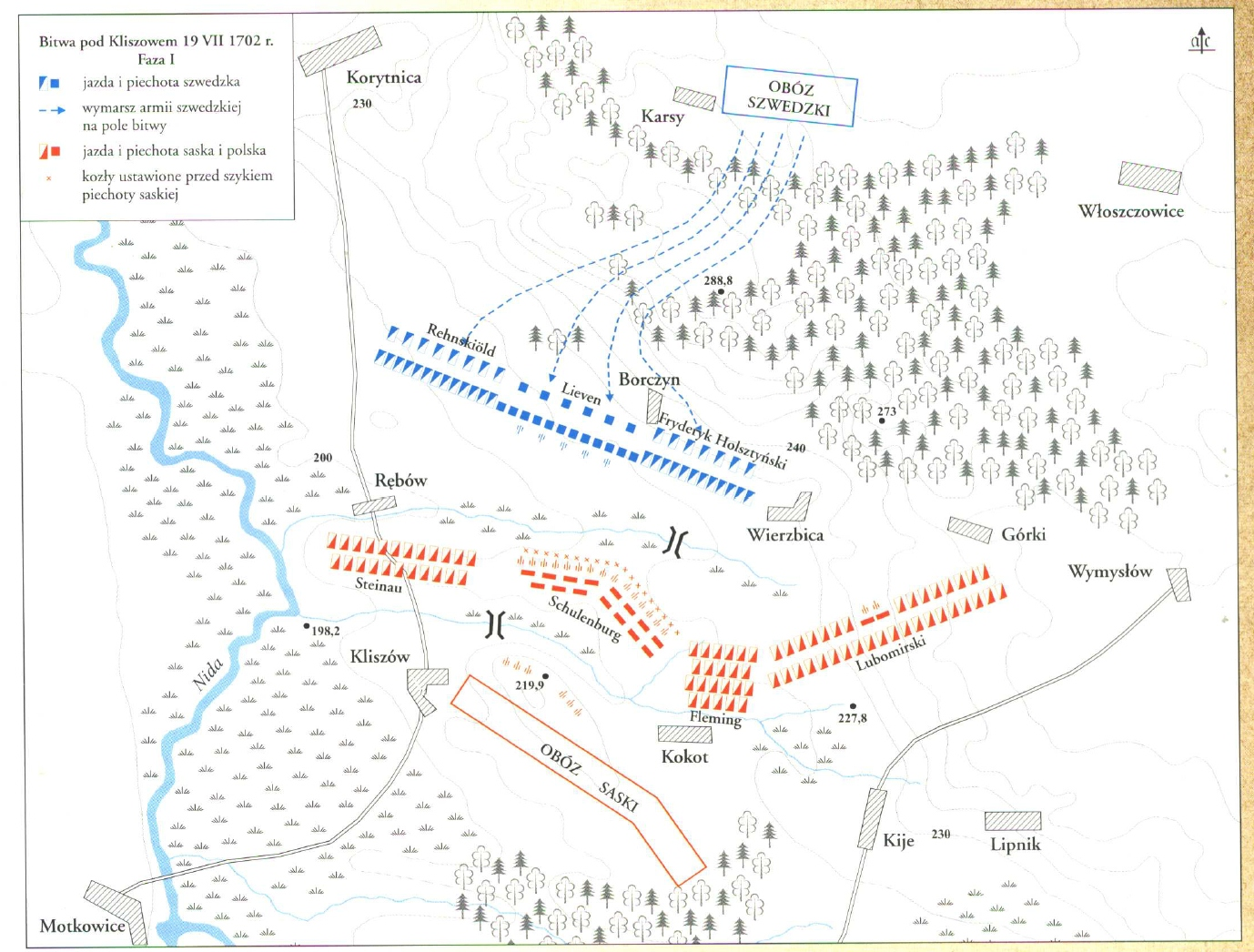
Начальный период битвы
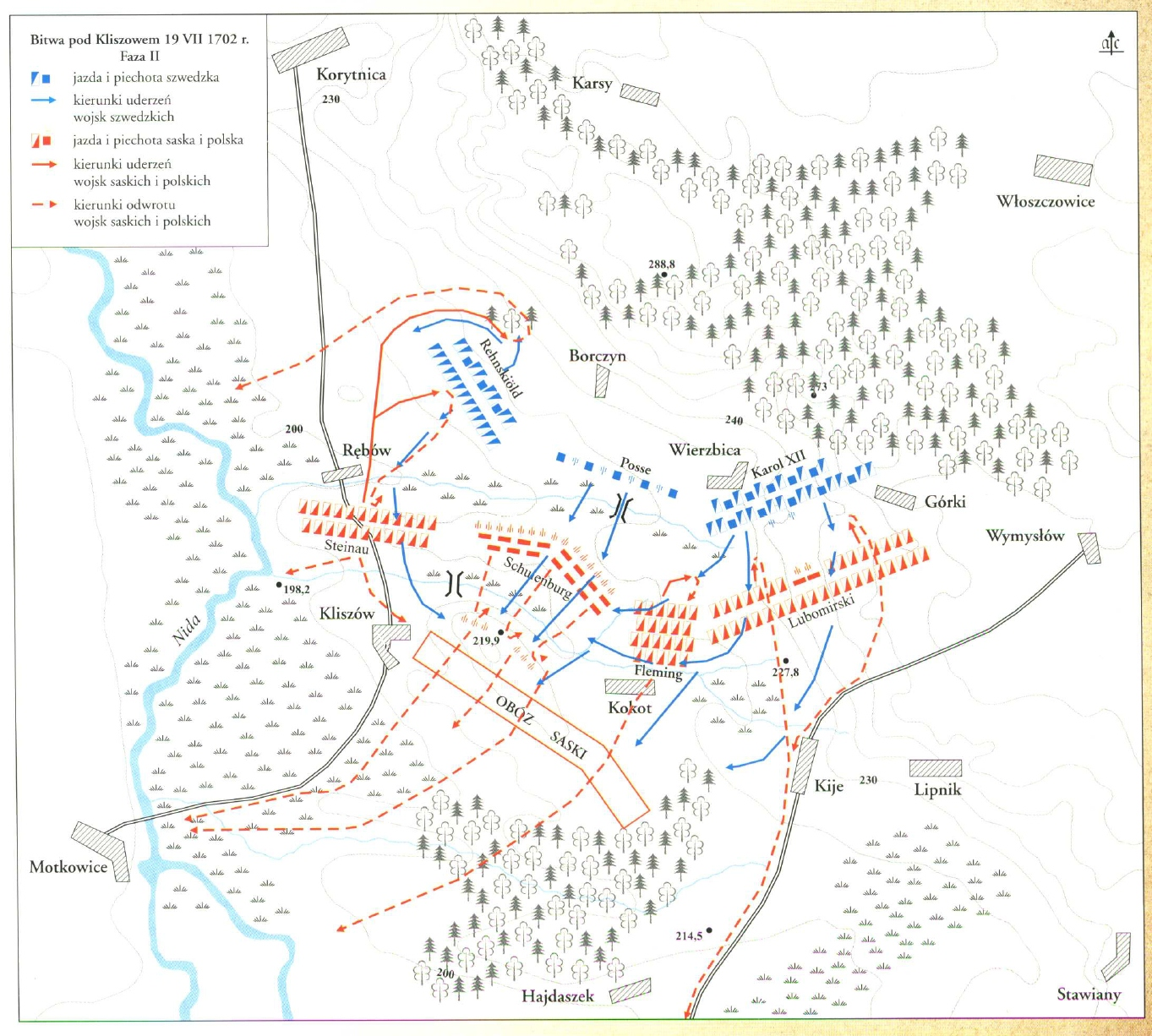
Вторая фаза битвы
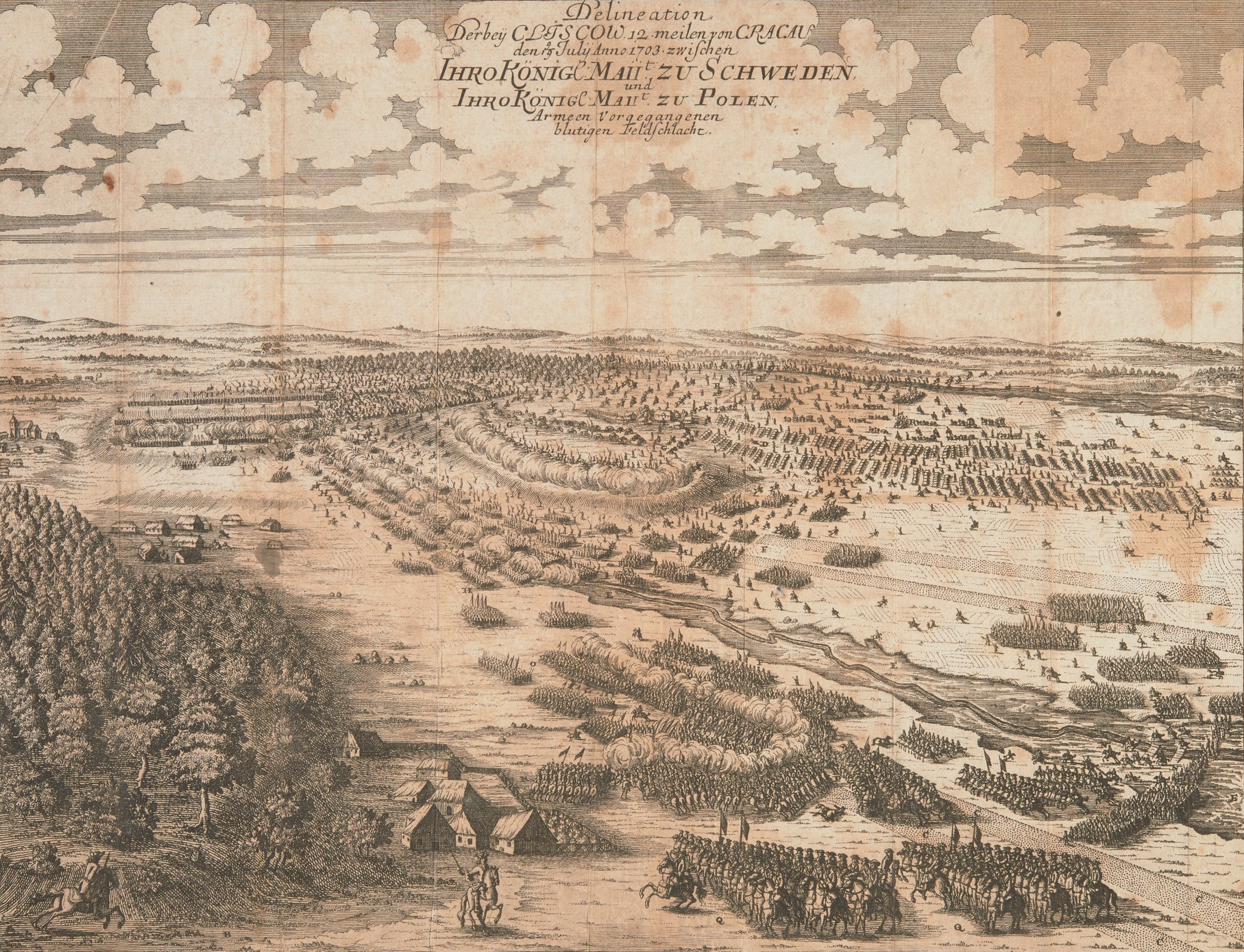
Клишовская баталия